# Ixodes conepati
Ixodes conepati är en fästingart som beskrevs av Cooley och Glen M. Kohls 1943. Ixodes conepati ingår i släktet Ixodes och familjen hårda fästingar. Inga underarter finns listade i Catalogue of Life.